# Кристоф Мартин Виланд (награда за преводачи)
Литературната награда „Кристоф Мартин Виланд“ за преводачи (на немски: Christoph-Martin-Wieland-Übersetzerpreis) се присъжда на всеки две години (през септември) в града на Виланд Биберах ан дер Рис за изключителни преводи.
Наградата е свързана с Кристоф Мартин Виланд, който пръв превежда на немски драми на Шекспир. Финансира се от „Министерството на науката, изследванията и изкуството“ на провинция Баден-Вюртемберг и се обявява от Дружеството за международна подкрепа на литературни и научни преводи.
Наградата възлиза на 12 000 €.

## Носители на наградата (подбор)
- Карл Дедециус (1985)